# Mercat del Triomf
El Mercat del Triomf és el segon mercat més antic de Terrassa, després del Mercat de la Independència. Situat al barri de Sant Pere, és un monument protegit com a bé cultural d'interès local.

## Descripció
L'edifici, construït per a mercat de queviures, es compon de dues naus, un pati central i soterranis. El soterrani aprofita el desnivell del terreny i inicialment s'hi instal·laren dipòsits de mercaderies i una quadra amb menjadores per a les cavalleries dels pagesos forans; a més, també ha allotjat la cambra frigorífica i una màquina per fabricar gel. El mercat es proveïa d'aigua d'un pou construït al mateix soterrani. Totes quatre parets tenen finestrals amb persianes; els vidres de les finestres són d'un to blau fosc. Les parades d'aliments són revestides de rajola de València i amb taulells de marbre per al peix. A banda i banda de l'edifici hi ha voreres amples i porxada, prevista per a l'ampliació dels llocs de venda.

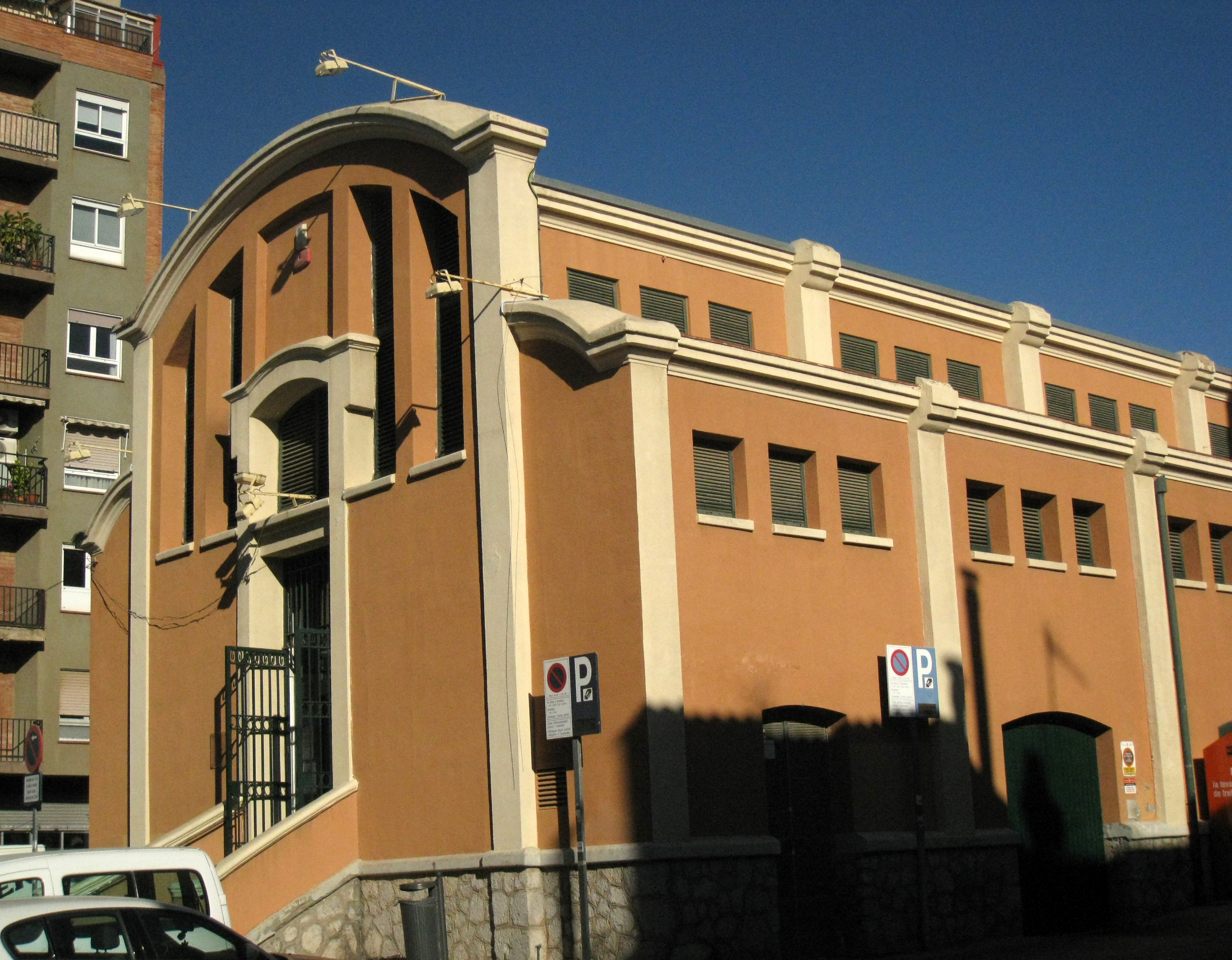
Façana posterior

El 1975 el mercat tenia 96 parades i 150 metres cúbics de frigorífic. Als inicis, el mercat comptava amb 134 llocs de venda (71 a l'interior i 63 a l'exterior); actualment hi ha 42 parades distribuïdes en dues fileres centrals, circumval·lades per dos passadissos de dues alineacions laterals, 9 de les quals són mòduls de venda que es troben a l'exterior en uns porxos on els pagesos instal·len les seves parades de fruita i verdura.

## Història
Les obres de construcció foren adjudicades en subhasta pública a Jaume Manyosa i Boadella, per un valor de cost de 101.000 pessetes, més 68.000 de les obres interiors. S'hi va aplicar el mateix reglament ja vigent al Mercat de la Independència. Fou inaugurat el 8 de desembre del 1928 i se li posà el nom de Mercat de Sant Pere, nom que conserva en la parla habitual; tanmateix, l'any 1934 l'Ajuntament acordà canviar aquest nom pel de Mercadal del Triomf, al·legant que es produïa confusionisme (potser perquè l'antic mercat del barri era a la placeta de la Creu) i que la plaça on hi ha situat el mercat duu aquest nom.
L'any 1966 es produeix una denúncia de deficiències en el manteniment i la neteja dels voltants del mercat; de fet, els carrers immediats encara van trigar anys a asfaltar-se.